# Tears Are Falling
«Tears Are Falling» — песня группы Kiss, седьмой трек их студийного альбома 1985 года Asylum. Также песня была издана отдельным синглом. (Это был первый и единственный сингл с этого альбома.).
«Энциклопедия KISS» называет «Tears Are Falling» «безусловно лучшей и самой запоминающейся песней на альбоме Asylum» (англ. easily the best song on Asylum).
В США песня достигла 51 места в «Горячей сотне» журнала «Билборд» (Billboard Hot 100), но автор «Энциклопедии KISS» Бретт Вайсс считает, что песня заслуживала того, чтобы быть в первой десятке.

## История создания
Стихи этой песни написал Пол Стэнли.

## Видеоклип
«Энциклопедия KISS» называет видеоклип к этой песне просто «великолепным» (great).
Автор книги «Энциклопедия KISS» Бретт Вайсс пишет:
В этом видео KISS выглядят смехотворно — одетые в розовое, лавандовое и цвет морской волны».
Он также выделяет в видео такие моменты, как:

1. слеза, разбивающая чашку с чаем;

2.  слёзы, падающие на женскую голую грудь

и Пола Стэнли, танцующего и поющего, будто какая-нибудь легендарная звезда хейр-метала.